# Филатов, Александр Валентинович (депутат)
Александр Валентинович Филатов (род. 16 июня 1967, Москва) — российский политический деятель, депутат Государственной думы I и II созыва от ЛДПР.

## Биография
Родился в Москве в 1967 году. В 1991 году окончил Московский институт инженеров железнодорожного транспорта по специальности «инженер-конструктор». Работал заместителем директора центра досуга «Сокол».
По воспоминаниям Эдуарда Лимонова, Филатов был близким другом и соседом по даче одного из лидеров ЛДПР Алексея Митрофанова. В 1992 году включён в Теневой кабинет ЛДПР в качестве «Управляющего делами Теневого кабинета».

### Депутат госдумы
В возрасте 26 лет избрался в Государственную думу РФ первого созыва по спискам ЛДПР (номер 48). Был членом комитета по международным делам (подкомитет по консультациям о назначении и отзыве дипломатических представителей Российской Федерации).
С 1995 по 1999 год — депутат Государственной Думы второго созыва по федеральному списку ЛДПР (от Тульской области).
Был членом комитета Государственной Думы по вопросам геополитики. В 1996 году был доверенным лицом Владимира Жириновского на выборах президента РФ.
В сентябре 1999 года был включен в общефедеральный список избирательного объединения ЛДПР (№ 4 в Поволжской региональной группе) для участия в выборах в Государственную Думу РФ третьего созыва. В октябре 1999 Центризбирком отказал ЛДПР в регистрации федерального списка.